# Galerucella picea
Galerucella picea là một loài bọ cánh cứng trong họ Chrysomelidae. Loài này được Scudder miêu tả khoa học năm 1879.